# Ранкагуа
Ранка́гуа (ісп. Rancagua) — місто в Чилі. Адміністративний центр однойменної комуни, провінції Качапоаль та регіону О'Хіггінс. Населення — 206 971 осіб (2002). Комуна так само входить до складу провінції Качапоаль та регіону О'Хіггінс.
Територія комуни — 260,3 км ². Чисельність населення — 234757 осіб (2007). Густота населення — 901,87 чол/км ².

## Розташування
Місто розташоване за 79 км на південь від столиці країни Сантьяго.
Комуна межує:
- на північному сході — з комуною Гранерос
- на сході — з комунами Кодегуа, Мачалі
- на півдні — з комуною Олівар
- на південному заході — c комуною Доньїуе
- на заході — з комуною Алуе

## Демографія
За відомостями, зібраними під час перепису Національним інститутом статистики, населення комуни становить 234757 осіб, з яких 116067 чоловіків та 118690 жінок.
Населення комуни становить 27,65% від загальної чисельності населення області О'Хіггінс. 3,54% належить до сільського населення і 96,46% — міське населення.

## Туристичні місця
Поряд з містом знаходяться термальні джерела Termas de Cauquenes з високим вмістом таких елементів, як магній та калій.
Озеро Рапель розташоване за 90 км на захід від міста. Озеро штучного походження, воно утворене греблею і має площу 80 кв км. Озеро є улюбленим місцем відпочинку жителів та гостей Ранкагуа.